# Фернандес, Хулиан (футболист, 2004)
Хулиа́н Ферна́ндес (исп. Julián Fernández; родился 30 января 2004, Буэнос-Айрес) — аргентинский футболист, крайний полузащитник клуба «Нью-Йорк Сити».

## Клубная карьера
Воспитанник футбольной академии клуба «Велес Сарсфилд». В основном составе клуба дебютировал 20 февраля 2022 года в матче против «Индепендьенте». 1 марта 2022 года забил свой первый гол за клуб в матче Кубка Аргентины против «Чиполлетти». 3 августа 2022 года забил свой первый гол в Кубке Либертадорес в первом четвертьфинальном матче против «Тальереса» после передачи Максимо Перроне.
1 августа 2023 года перешёл в клуб MLS «Нью-Йорк Сити», подписав контракт до конца сезона 2027 с опцией продления на сезон 2028. В высшей лиге США дебютировал 20 августа в матче против «Миннесоты Юнайтед», заменив на 61-й минуте Матиаса Пеллегрини.

## Карьера в сборной
В мае 2022 года дебютировал в составе сборной Аргентины до 20 лет.